# Soldagem oxiacetilênica
Soldagem Oxicombustível e Corte Oxicombustível (também conhecidos como Solda Oxiacetilênica, Solda a Gás e Oxicorte, em inglês OxyAcetylene Welding - OAW) é um processo de fusão ou erosão de materiais metálicos que ocorre por meio de uma chama proveniente da queima de uma mistura de gases. A AWS (American Welding Society) define o processo oxicombustível como “grupo de processos onde o coalescimento é devido ao aquecimento produzido por uma chama, usando ou não metal de adição, com ou sem aplicação de pressão”.

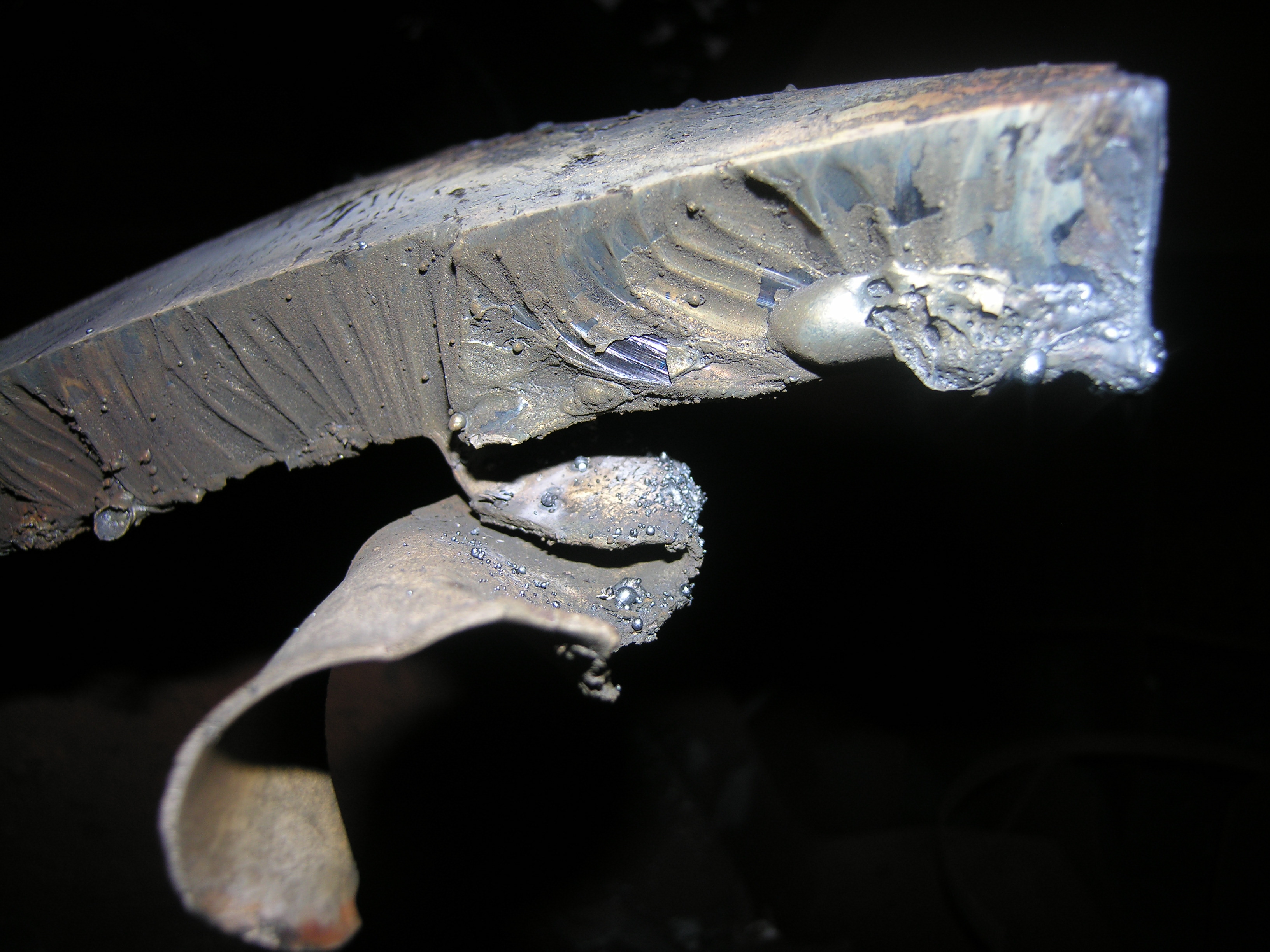
Lateral de peça de metal, cortado por oxigênio - propano

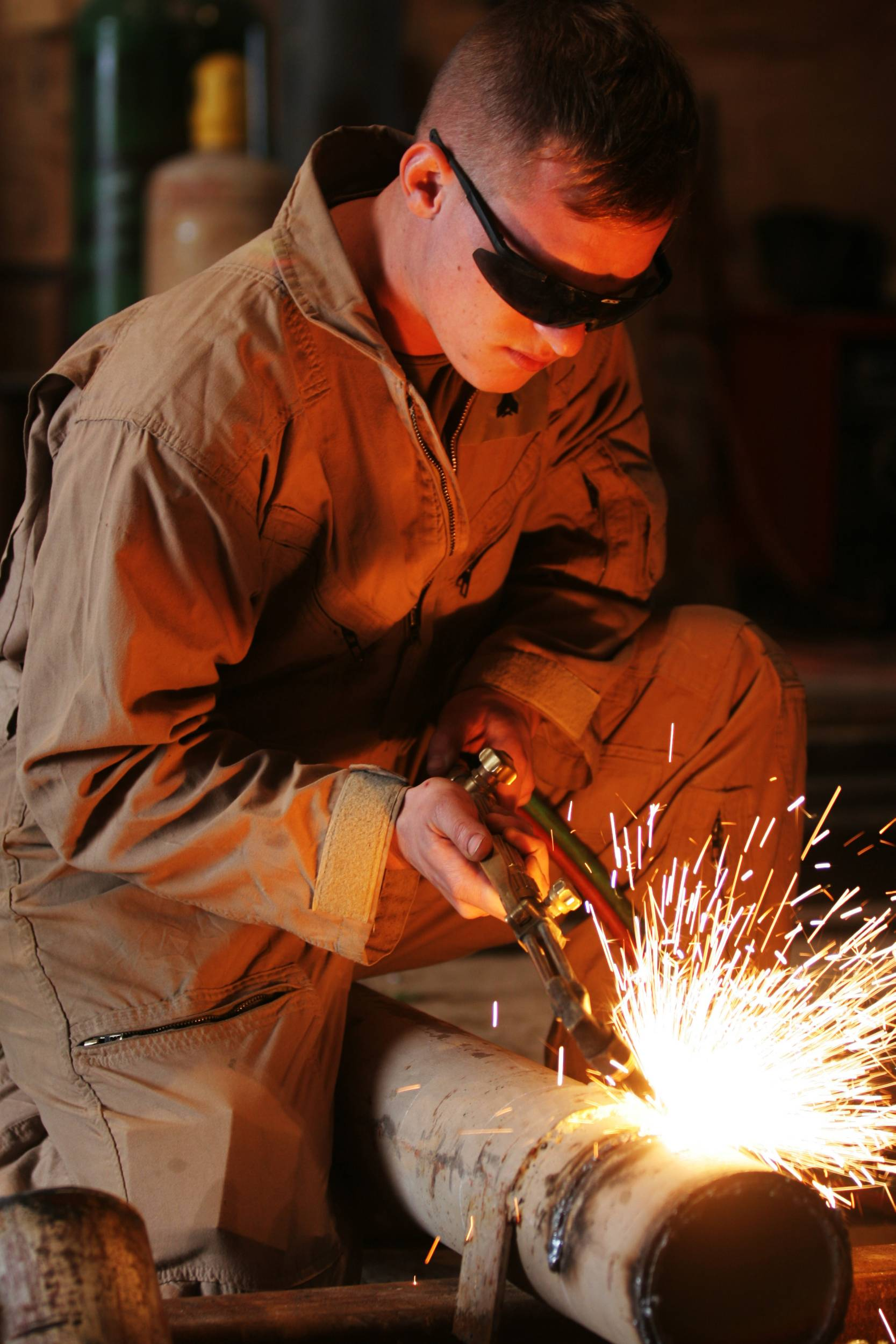
Um maçarico de corte é usado para cortar um tubo de aço.

## Desenvolvimento
Em 1903 os engenheiros franceses Edmond Fouché e Charles Picard desenvolveram o primeiro equipamento de solda Oxiacetilênica.

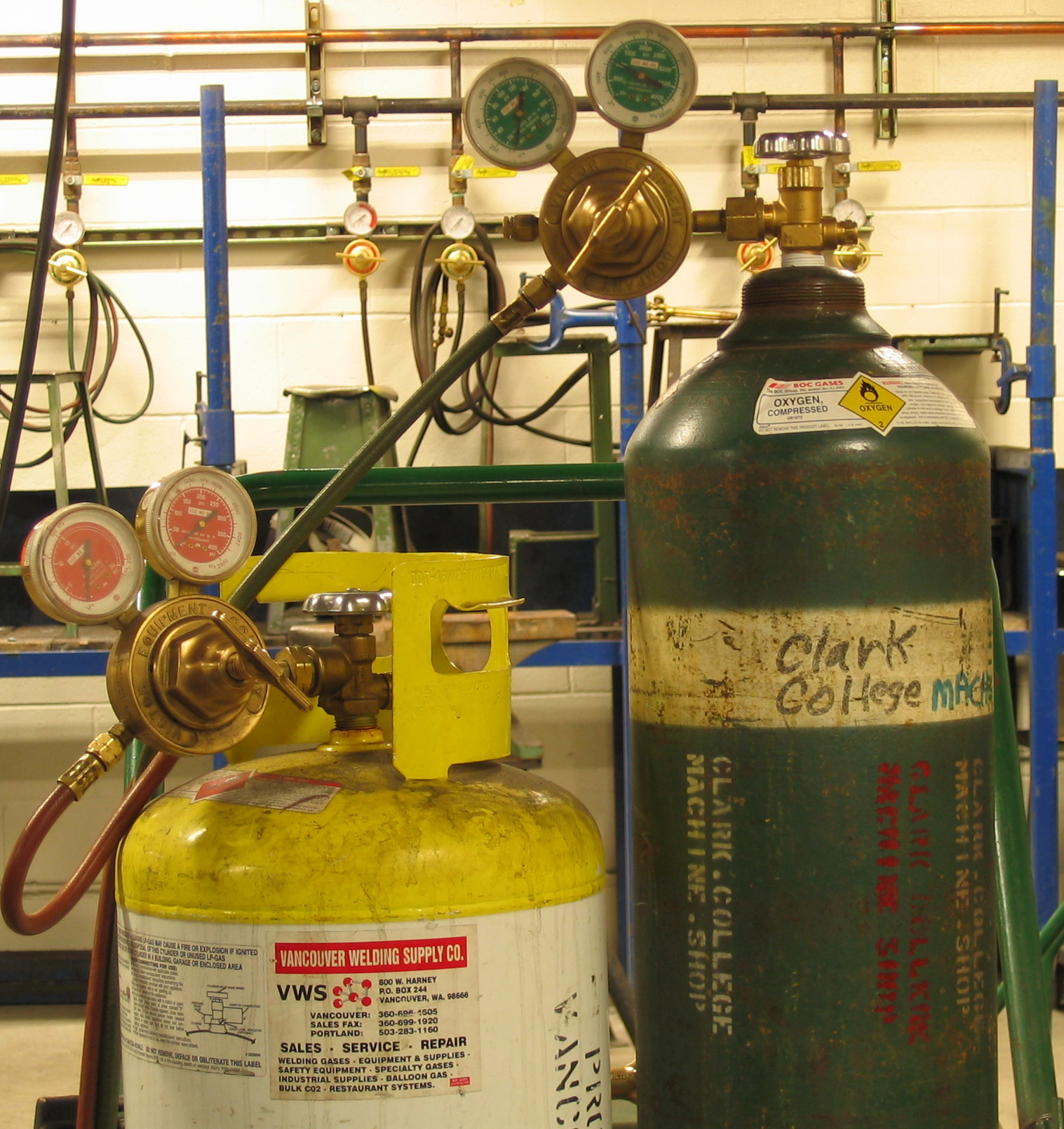
Cilindros de gases comprimidos contendo Gás MAPP e Oxigênio.

## Gases
Os gases utilizados normalmente para solda são a mistura de oxigênio com acetileno, ou seja, um gás alimentador da chama e um gás combustível. Outros gases além do acetileno podem ser empregados embora os mesmos forneçam menos intensidade de calor e conseqüentemente uma menor temperatura. Estes gases podem utilizar tanto o oxigênio e ar para manter a combustão.

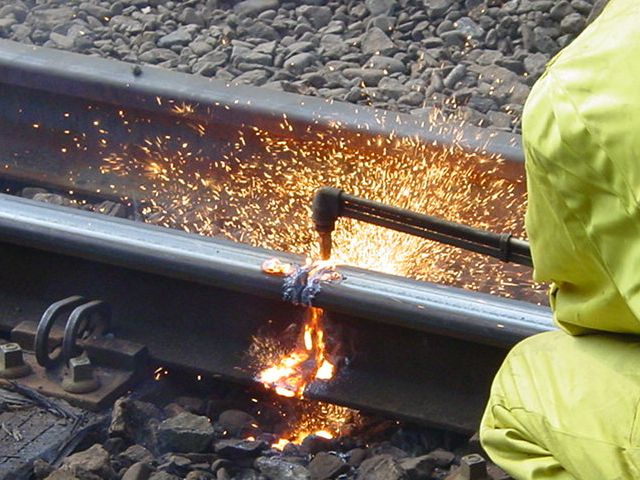
Corte de um trilho de trem.

| Gás combustível        | Temperatura de combustão em Cº | Temperatura de combustão em Cº |
| Gás combustível        | Com oxigênio                   | Com Ar                         |
| Acetileno - C2H2       | 3480º                          | 2650º                          |
| Hidrogênio - H2        | 2980º                          | 2200º                          |
| Propano - C3H8         | 2980º                          | 2150º                          |
| Butano - C4H10         | 2925º                          | 1470º                          |
| Gás natural - CH4 e H2 | 2775º                          | 2090º                          |

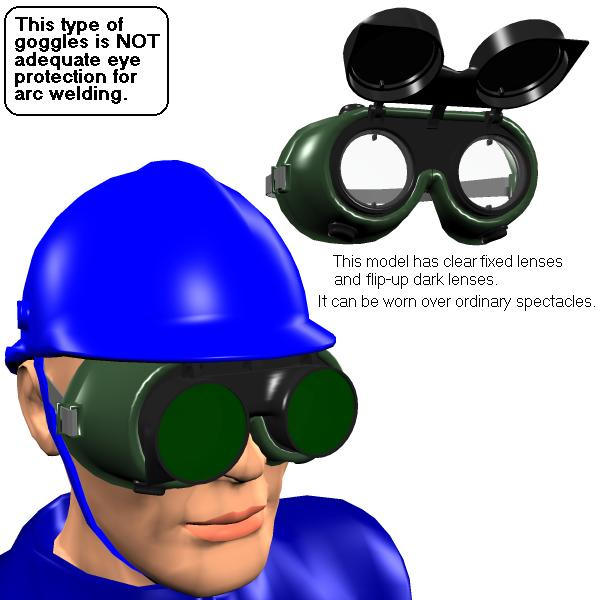
Óculos e capacete de proteção

O dispositivo, chamado maçarico, deve ainda possibilitar que se produzam diferentes tipos de misturas necessárias para obter tipos de chama de acordo com os diferentes tipos de materiais.
As superfícies dos chanfros dos metais de base e o material de adição, quando presente, fundirão em conjunto formando uma poça de fusão única que, após o resfriamento, se comportará como um único material.
Para que ocorra a soldagem, é necessário tempo, calor e/ou pressão; com o tempo, o calor aplicado à peça fará uma fusão localizada onde, após o resfriamento, aparecerá a união dos metais; no caso da utilização de pressão, isto causa um forjamento localizado.
Todos os metais e ligas comercialmente conhecidos fundem-se em temperaturas abaixo dos 4000ºC. As ligas de aço, que são os materiais de maior utilização comercial, fundem na faixa de 1500ºC. Assim, mostra-se viável a execução de soldagem por meio das temperaturas e poder calorífico desenvolvidos pela combustão dos diversos gases.
No entanto, com o desenvolvimento de métodos mais sofisticados é agora largamente usado para unir componentes e reparo de metais ferrosos e não-ferrosos. Como processo não requer eletricidade algumas vezes seu uso é indispensável, principalmente onde não existe eletricidade.
A intensidade do calor gerado na chama depende da mistura gás oxi combustível a uma determinada pressão dos gases. O oxigênio é utilizado para proporcionar combustão do gás mas pode ser usado ar comprimido no lugar do oxigênio, mas isto proporciona uma baixa eficiência térmica e consequentemente redução na velocidade de soldagem; a qualidade da solda também é afetada. A escolha do gás, é importante, pois permite obter uma velocidade de soldagem e uma qualidade desejada no cordão de solda.